# Stalingrad (1993)
Stalingrad ist ein deutscher Kinofilm von Joseph Vilsmaier aus dem Jahr 1993. Der Antikriegsfilm behandelt das Schicksal eines deutschen Sturmpionier-Bataillons während der Schlacht von Stalingrad (August 1942 bis Februar 1943) während des Zweiten Weltkriegs.

## Handlung
Anfang August 1942. Während der Zweite Weltkrieg in sein viertes Jahr geht, befinden sich der Obergefreite Fritz Reiser und der Unteroffizier Manfred Rohleder mit ihrer Sturmpionier-Einheit nach ihrem Einsatz im Afrikafeldzug auf Fronturlaub in der italienischen Küstenstadt Porto Cervo. Für ihre „besonderen Verdienste während der schweren und siegreichen“ Schlacht von El Alamein sollen beide mit dem Sturmabzeichen ausgezeichnet werden, kommen allerdings zu spät zum Appell wofür sie von ihrem neuen Vorgesetzten, dem Leutnant Hans von Witzland getadelt werden. Rohleder wird wegen seiner nicht zufriedenstellenden Uniform das Abzeichen verweigert, was sein Verhältnis zu Witzland belastet. Bald darauf wird die Einheit wieder an die Front versetzt, diesmal an die Ostfront in die Sowjetunion, wo sie der 6. Armee bei der Einnahme der Stadt Stalingrad helfen soll. Für Leutnant Witzland ist es sein erster Fronteinsatz. Auf der Zugfahrt dorthin ist die Stimmung unter den Landsern noch gut und ausgelassen. Es wird siegessicher gescherzt: „Dann hauen wir dem Iwan eine aufs Fell. So ’ne lumpige Stadt, die nehmen wir doch in drei Tagen.“
Kurz nach Ankunft am Bahnhof und Truppenaufmarsch werden die Eindrücke durch den Anblick unzähliger verwundeter deutscher Soldaten getrübt. Witzland ist zudem empört über die Misshandlung sowjetischer Kriegsgefangener, die durch den fanatischen Nazi Hauptmann Haller auch noch legitimiert werden. Nach einem Gottesdienst, bei dem die „Verteidigung der abendländischen christlichen Werte gegen den östlichen Bolschewismus“ propagiert wird, gehen die Sturmpioniere unter Führung von Hauptmann Hermann Musk in den Einsatz und werden rasch mit dem erbitterten, verlustreichen Häuserkampf im Kampf mit der sowjetischen Roten Armee konfrontiert. Unter schweren Verlusten gelingt es den Deutschen schließlich, die sowjetischen Soldaten der Roten Armee aus ihrem Ziel, einer Fabrikhalle, zu vertreiben. Der Oberschütze Müller erschießt dabei im Nahkampf versehentlich seinen Freund Dieter.
Witzland besetzt mit seinem Zug in der Stadt ein Wohngebäude an der Kampflinie, wo sie Quartier machen und verhandelt nachts gegen ausdrückliche Order mit dem Feind eine Feuerpause, damit beide Seiten ihre Toten und Verwundeten bergen können, was er schließlich selbst mit Reiser tut. Die Feuerpause wird jedoch durch einen deutschen Soldaten gebrochen, wobei Witzland den Jungen Kolja gefangen nimmt, als dieser eine Handgranate auf die Deutschen werfen will. Am nächsten Morgen bekommen die Soldaten Essen und Post von ihren Angehörigen, wo sie mit den Problemen in der Heimat konfrontiert werden: schwangere Ehefrauen, Diebstähle auf dem heimischen Bauernhof, die neuesten Ergebnisse von Fußballspielen. Rohleder muss tief verletzt von seiner Frau erfahren, dass diese ihm gegenüber ehebrüchig mit einem französischen Kriegsgefangenen geworden ist.
Die Sowjets nehmen Witzlands Zug massiv unter Feuer, die Verbindung zum Hauptquartier wird unterbrochen. Witzland, Reiser, Rohleder und der Funker Emigholz steigen in die Kanalisation hinab und versuchen Kontakt mit dem Rest ihrer Einheit wiederherzustellen, verirren und verlieren sich dabei jedoch. Witzland stößt auf die sowjetische Soldatin Irina und nimmt sie gefangen. Sie bietet an, ihm den Weg zurück zu seinen Kameraden zu zeigen, wenn er sie anschließend frei lässt. Zwar geht Witzland darauf ein, doch nutzt Irina seine Unachtsamkeit, um ihn ins Wasser zu stoßen und zu entkommen. Reiser rettet Witzland, bald treffen sie auch Rohleder und finden schließlich den vor Schmerz schreienden Emigholz, dessen Bein getroffen und teils zerfetzt ist. Witzland amputiert das Bein und die Soldaten schaffen es, ihren Kameraden ins Lazarett zu tragen.
Im Lazarett herrschen katastrophale Zustände, der Raum ist überfüllt mit Verwundeten, Sterbenden und Toten, ohne jede ausreichende medizinische Versorgung; auch ist kein Arzt in Sicht. Die Landser erfahren, dass die Sowjets bei den rumänischen Linien durchgebrochen sind, auch wenn ihnen noch nicht klar ist, was das genau bedeutet. Mit vorgehaltener Waffe versucht Reiser eine Behandlung seines Kameraden Emigholz zu erzwingen, der jedoch kurz darauf stirbt. Hauptmann Haller bemerkt die Szene und verhaftet ihn. Witzland verlangt General Hentz vorgeführt zu werden. Im deutschen Hauptquartier erkennt man die katastrophale Lage in die sie die sowjetische Operation Uranus geführt hat. Durch den sowjetischen Durchbruch im Norden durch die rumänischen Linien und schließlich auch im Süden sind die deutschen Truppen der 6. Armee nun umzingelt in einem Kessel gefangen. Als Witzland beim General vorsprechen darf, der Witzlands hochrangigen Onkel kennt, entkommen er und seine Männer zwar einem Standgericht, werden aber in ein Strafbataillon versetzt.
Vier Wochen sind vergangen, seit die sowjetische Rote Armee die deutsche 6. Armee eingekesselt hat. Bei eisiger Kälte und Hungerrationen müssen Witzland und seine Männer im gefrorenen Boden nach Minen suchen und diese entschärfen. Im Strafbataillon treffen sie auf den äußerst zynischen, degradierten früheren Offizier Otto, der seit Beginn des Unternehmens Barbarossa an der Ostfront kämpft und sich durch den Krieg von seiner Heimat, seiner Frau und seinen Kindern entfremdet hat, so sehr, dass er seiner Frau schreiben ließ, dass er gefallen sei. Angesichts der verzweifelten Lage entscheidet die Armeeführung, auch Soldaten im Strafbataillon wieder im direkten Kampf einzusetzen, um einen Ausbruch aus dem Kessel zu wagen. Unter Leitung von Hauptmann Musk gräbt sich die Einheit an einer strategischen Stelle ein und bereitet sich auf den Angriff der Sowjets vor. Trotz mangelnder Bewaffnung und Mannstärke gelingt es den Deutschen unter hohen Verlusten mit nur einem 5-cm-Geschütz, 42er-Maschinengewehren, Molotowcocktails und Hafthohlladungen einen großen sowjetischen Angriff aus Panzern und Infanterie vollständig auszuschalten. Die Überlebenden ziehen sich zu einem Sammelpunkt zurück, den sie völlig erschöpft erreichen.
Kurz nachdem Witzland und seine Männer für ihren Einsatz ausgezeichnet und wieder in ihre vorherigen Dienstgrade rehabilitiert worden sind, werden sie Akteure eines Kriegsverbrechen. Hauptmann Haller lässt sowjetische Männer und Frauen, bei denen es sich angeblich um Saboteure handelt, vor ein Standgericht stellen. Unter den Gefangenen ist auch der Junge Kolja, den die Landser von ihrem Einsatz in der Stadt kennen. Die Pioniere erkennen ihn wieder und weigern sich zunächst zu schießen. Als Hauptmann Haller ihnen daraufhin mit der eigenen Erschießung droht, verübt jeder einzelne der Soldaten das Kriegsverbrechen. Demoralisiert entscheiden sich Witzland, Reiser und Müller schließlich dazu zu desertieren. Ihr Ziel ist der Flugplatz Pitomnik, von wo aus sie hoffen, mit einem Transportflugzeug aus dem Kessel zu entkommen. Auf dem Weg dorthin finden sie einen verlassenen Verbandsplatz der Wehrmacht vor. Von den dort hinterbliebenen Leichen übernehmen sie die noch brauchbaren Wundzettel und legen sich selbst Verbände an, darauf hoffend, als vermeintliche Verwundete ausgeflogen zu werden.
Am Flugplatz angekommen, müssen sie jedoch feststellen, dass sie nicht die einzigen sind, die auf eine Evakuierung per Flugzeug hoffen. Dank der zuvor besorgten Wundzettel und der angelegten Verbände hält man die drei allerdings tatsächlich für Verwundete und sie erhalten Zugang zum Rollfeld des Flugplatzes. Andere Soldaten, die frische Verletzungen und keine Wundzettel haben, werden ohne lange Diskussionen erschossen, da man ihnen Selbstverstümmelung vorwirft. Auf dem Rollfeld drängen sich hunderte Soldaten, jedoch befindet sich dort nur noch ein einziges Transportflugzeug des Typs Junkers Ju-52. Es kommt zu tumultartigen Szenen und Warnschüssen, als die verzweifelten Soldaten massenhaft versuchen, das Flugzeug zu erreichen. Nachdem einige hochrangige Offiziere das Flugzeug besteigen, setzt sich dieses in Bewegung und lässt alle übrigen Soldaten zurück, darunter auch die drei Deserteure. Resigniert kehren sie zu ihren verbliebenen Kameraden zurück. Von einer kämpfenden Einheit ist nichts mehr vorhanden, Hauptmann Musk verliert durch einen Kälte-Nässe-Schaden sogar sein rechtes Bein.
Kurz darauf wird von einem Transportflugzeug per Fallschirm eine Versorgungskapsel abgeworfen, die unweit ihrer Baracke landet. Die Männer bedienen sich aus der Kapsel, die mit Lebensmitteln wie Scho-Ka-Kola sowie zahlreichen Eisernen Kreuzen, 1. Klasse 1942, mit „Gruß vom Führer“ gefüllt ist. Hauptmann Haller bemerkt die Szene, zieht seine Pistole und versucht, das „Plündern“ zu verhindern. Als Witzland Haller versucht zu entwaffnen, fällt ein Schuss aus dessen Pistole und tötet den Soldaten Müller. Otto erschießt daraufhin den um Gnade bettelnden Hauptmann, der zuvor in Todesangst den Weg zu einem Versteck verrät. Im Versteck angekommen, entdecken Witzland, Reiser, Rohleder, Otto und Musk verschwenderischen Luxus mit reichlich Vorräten aller Art.
In einem Nebenraum stoßen sie auf eine junge russische Frau, die spärlich bekleidet an ein Bett gefesselt ist, zudem zeigt sie Spuren von körperlicher und wohl auch sexueller Gewalt. Auf Vorschlag von Rohleder beschließen die Männer, sie „nach Dienstgrad“ nacheinander zu vergewaltigen, wodurch Leutnant Witzland das Erstrecht hat. Witzland erkennt die Frau als die Rotarmistin Irina wieder, die er einst in der Kanalisation von Stalingrad getroffen hat. Als Witzland ihr Gesicht reinigt, entgegnet sie ihm, sei sei wohl „nicht schön genug“, worauf Witzland weinend erwidert, er wolle „einmal eine Frau haben“, bevor er hier sterbe. Irina hält ihm den Spiegel vor und wie jämmerlich sein Vorhaben und seine Existenz sind. Irina fleht ihn an, sie zu vergewaltigen und danach zu erschießen, damit sie endlich von ihrem Leid erlöst ist. Witzland, mental gebrochen, überlässt ihr seine Pistole, damit sie es selbst tut, doch Irina bringt den Suizid nicht über sich.
Das kurze Hochgefühl der Soldaten verfliegt schnell. Witzland warnt seine Männer davor, Irina Gewalt anzutun. Musk fordert die Männer auf ihre Desertion zu beenden, worauf ihn Otto hämisch auslacht und von seinem jede Nacht wiederkehrenden Kriegstrauma berichtet. Als Musk ihn auffordert, anständig Meldung über die Hauptkampflinie zu machen, schießt sich Otto mit einer Pistole in den Kopf. Der phantasierende Hauptmann Musk will zurück an die Hauptkampflinie. Als Rohleder sich diesem Wunsch anschließt und ihn aus dem Versteck trägt, sinken beide vor der Tür zu Boden, Musk stirbt, Rohleder wird vom vorbeimarschierenden General Hentz entwaffnet und aufgefordert, mitzukommen. Ohne winterfeste Kleidung und mit starkem Husten schaut er zu, wie Hentz und weitere Soldaten kapitulieren, um in russische Kriegsgefangenschaft zu gehen.
Witzland und Reiser wollen weder sterben, noch das Schicksal russischer Kriegsgefangenschaft in Sibirien erleiden. Irina bietet an, ihnen bei der Flucht zu helfen. Zu dritt ziehen sie durch die endlosen Weiten der schneebedeckten Landschaft. Als sie sich einer sowjetischen Stellung nähern, läuft Irina laut rufend darauf zu, wird jedoch beschossen und tödlich getroffen. Witzland und Reiser können noch ein letztes Mal fliehen, geraten jedoch bald in einen Schneesturm und brechen erschöpft zusammen.
Völlig entkräftet, den Kopf in Reisers Schoß gelegt, fordert Witzland ihn auf, ihn zurückzulassen und stirbt. Reiser bleibt sitzen und reflektiert seine Erfahrungen aus der Wüste. Bald darauf stirbt auch er an Entkräftung oder durch Erfrieren; ihre Leichen werden zunehmend vom wehenden Schnee bedeckt. In einem Abschlusstext vor dem Abspann wird der Zuschauer über die Opfer der Schlacht informiert: „In der Schlacht um Stalingrad sind mehr als eine Million Menschen gefallen, erfroren, verhungert: Russen, Rumänen, Italiener, Ungarn, Deutsche, Österreicher. Von den 260.000 Eingeschlossenen der 6. Armee gerieten 91.000 in Gefangenschaft, aus der Jahre später noch 6.000 in ihre Heimat zurückkehrten.“

## Hintergrund
„Stalingrad – eine Stadt als Synonym für unermeßliches Leid und hunderttausendfachen Tod. […] Was damals passiert ist, darf nicht vergessen werden.“

„Ich will die Realität zeigen, die ganze Realität. In diesem Film gibt es keine Helden, nur Opfer.“

Der Regisseur und Drehbuchautor des Films, Joseph Vilsmaier, der sogleich mit seinem Filmdebüt Herbstmilch von 1988 seinen Durchbruch als Regisseur feiern konnte, drehte mit Stalingrad seinen dritten Film. Zu Stalingrad hatte Vilsmaier persönliche Beziehungen, denn drei seiner Brüder fielen dort im Zweiten Weltkrieg. Nach Der Arzt von Stalingrad (1958) und Hunde, wollt ihr ewig leben (1959) war es der dritte deutsche Spielfilm, der sich hauptsächlich mit der Schlacht um Stalingrad befasste.
Mit einem Filmbudget von 20 Millionen Mark wurde von Oktober 1991 bis April 1992 gedreht: zusätzlich zu den 40 Schauspielern, die Sprechrollen innehatten, bildeten ein Produktionsteam mit 180 Technikern, 100 Stuntmen, 12.000 Statisten (mehrheitlich Deutsche oder Tschechoslowaken), mehr als 20 Panzer (darunter 13 voll funktionsfähige T-34-Kampfpanzer aus russischen Beständen, Baujahr 1942), drei Tonnen Sprengstoff, 100.000 Schuss Munition, historische Waffen und 9000 originale Wehrmachtsuniformen samt Zubehör das Grundgerüst für die Dreharbeiten im italienischen Cervo, (die Stalingradszenen) im damals tschechoslowakischen Prag sowie im nördlichen Böhmen in Kuřívody und Česká Lípa (auf dem größten russischen Truppenübungsplatz) als auch im finnischen Kajaani und Kemijärvi (am finnischen Polarkreis), weitere zusätzliche Innenaufnahmen wurden in den Bavaria Studios gedreht; in der Stadt Stalingrad selbst, das heute Wolgograd heißt, wurde nicht gedreht.
Der Film kam am 21. Januar 1993, und somit rund um den 50. Jahrestag der Schlacht um Stalingrad, in München in die deutschen Kinos und erreichte etwa 1,3 Millionen Zuschauer. In den Vereinigten Staaten kam der Film am 24. Mai 1995 auf den Markt.

## Lieder
- Wilhelm Strienz: „Heimat deine Sterne“, Musik Werner Bochmann, Text: Erich Knauf
- Rosita Serrano: „Roter Mohn“, Musik: Michael Jary, Text: Bruno Balz
- Der Hohenfriedberger (Militärmarsch), Komposition: Willy Schwittmann, Arrangement: Enjott Schneider
- Dunkle Nacht gesungen von Andrej Kucharsky

nicht im Abspann genannt:
- Santa Lucia[12]
- O Tannenbaum[12]
- Im schönsten Wiesengrunde[12]

Der Musikanteil beträgt in der Kinofassung 45:02 min., was einem Musikanteil von 34,06 % entspricht. Insgesamt sind 30 Musikeinsätze (engl. cues = Musik-/Tonstücke (als Hintergrundmusik)) eingesetzt, die in der Länge variierend von 23 sek. in Bunkerszene 2 bis hin zu 7:49 min. in der Schlussszene.

## Kritiken

### Deutschsprachig
„Mit Stalingrad wurde ein deutscher (Anti-)Kriegsfilm wiederveröffentlicht, der mit kompromissloser Härte und realistischen Kampfszenen auch heute noch aufzuwühlen vermag. Die ‚plot holes‘ der zweiten Hälfte des Films schmälern den Gesamteindruck des Films zwar ein wenig – nichtsdestoweniger überzeugt Stalingrad als ungeschminkter filmischer Beitrag zu einer der größten Schlachten des Zweiten Weltkriegs.“

„Das mit großem Aufwand vor Augen geführte Kampfszenarium soll abschreckende Wirkung haben, aber die schwach konstruierte Handlung mit ihren stellenweise nicht sehr glaubhaften Zügen schadet dem Gesamteindruck. Als Antikriegsfilm gedacht, doch weitgehend vordergründig und trotz bemerkenswerter inszenatorischer Details nicht überzeugend.“

„In der Tradition von ‚Die Brücke‘ gelang Joseph Vilsmaier (‚Herbstmilch‘) mit für deutsche Verhältnisse unglaublichem Aufwand ein Film, der die Bestie Krieg kompromißlos entlarvt, anklagt und durch Individualschicksale auch greifbar macht. Gerade in unserer Zeit eine dringend notwendige Absage an Militarismus und Faschismus.“

„Die historische Schlacht von Stalingrad als aufwändig inszeniertes Kriegsdrama. Obwohl der Film konsequent aus der Sicht einer Gruppe deutscher Landser erzählt wird, entpuppt er sich als reaktionäres Machwerk, das die Rolle der Wehrmacht und somit den Faschismus verharmlost.“

„Vilsmaiers Film lässt den Mythos um Stalingrad wiederaufleben, er ist vor allem ein Landserdrama, ein Potpourri aus Heldenlied und saurem Kitsch.“

### Englischsprachig
“[Stalingrad] has some of the most virtuosic battle scenes to be found in a modern war film. [The movie] is so determined to show the horrors of war that [it] doesn't devote quite enough time to its major characters.”

„[Stalingrad] hat einige der virtuosesten Schlachtszenen, die man in einem modernen Kriegsfilm finden kann. [Der Film] ist so entschlossen, die Schrecken des Krieges zu zeigen, dass er den Hauptfiguren nicht genug Zeit widmet.“

“[The film is] grimly beautiful. [The soldiers are depicted as] anything but reverent toward their leaders … Stalingrad is rough yet fascinating viewing. Delving into the brutal realities of war with an almost docudrama style, it renders a bitter, almost choking sense of the futility of war through the destruction not only of bodies, but of the human spirit.”

„[Der Film vermittelt eine] trostlose Schönheit. [Die Soldaten werden als] alles andere als ehrfürchtig/unterwürfig gegenüber ihren Befehlshabern dargestellt ... Stalingrad ist ein rauer, aber faszinierender Film. Er taucht in die brutalen Realitäten des Krieges mit einem fast dokumentarischen Stil ein und vermittelt ein bitteres, fast erwürgendes Gefühl über die Sinnlosigkeit des Krieges durch die Zerstörung nicht nur der Körper, sondern auch des menschlichen Geistes.“

## Auszeichnungen
- Bayerischer Filmpreis 1992 in den Kategorien Produzentenpreis, Cutterpreis und Kamerapreis
- Jupiter 1994 in der Kategorie Bester nationaler Film
- Die Deutsche Film- und Medienbewertung (FBW) in Wiesbaden verlieh dem Film das Prädikat wertvoll[19]

## Weitere Veröffentlichungen

### Film
- 12. Oktober 2006 als DVD
- 13. Dezember 2012 als Blu-ray Disc (Stalingrad – Bis zum letzten Mann)
- 3. November 2014 als DVD und Blu-ray Disc (Stalingrad (20th Anniversary Edition); nur im Vereinigten Königreich)
- 3. Dezember 2020 als UHD-Blu-ray (4k)

Im Film Der Boandlkramer und die ewige Liebe taucht in einer Szene zwischen dem Boandlkramer und dem Teufel in einer Sequenz eine Einstellung aus dem Film Stalingrad auf. Auch dieser Film stammt von Joseph Vilsmaier.

### Musik
- 6. Januar 1993: „Original Soundtrack Stalingrad. Music by Enjott Schneider“ (Stalingrad : original soundtrack / Musik komponiert und dirigiert von Enjott Schneider), gespielt von Mitgliedern der Münchner Philharmonikern unter der Leitung von Enjott Schneider, Polydor 517 757-2, Gesamtlänge: 47:19 min., Polydor, 1993.[20][21]